# فيزياء الجسيمات في علم الكونيات
تُعد فيزياء الجسيمات (Particle physics)، التي تتعامل مع تفاعلات الجسيمات  الأولية في الطاقات العالية، مكونًا مهمًا من النماذج الكونية الخاصة بـالعالم القديم، عندما كان الإشعاع مسيطرًا على العالم وكان معدل كثافة طاقته مرتفعًا للغاية. وبسبب ذلك، يُعد الإنتاج الزوجي، وعمليات الانتثار، واضمحلال الجزيئات المتغيِرة مهمًا في علم الكون.
وكقاعدة عامة، يُعد الانتثار أو عملية الاضمحلال مهمة في علم الكون في عهود كونية معينة إذا كان مقياسها الزمني ذات الصلة أصغر أو حتى القياس بالنطاق الزمني للتوسع الكوني الذي هو{\displaystyle 1/H} with {\displaystyle H} مُكونةً قانون هابل في ذلك الوقت. وهذا مساوِ تقريبًا لعمر الكون في ذلك الوقت.
إن الملاحظات الكونية للظواهر مثل الإشعاع الخلفي الميكرويفي الكوني، والوفرة الكونية للعناصر، إلى جانب توقعات نظرية النموذج العياري لفيزياء الجسيمات، تضع قيودًا على أوضاع العالم القديم. ويقدم نجاح نظرية النموذج العياري في توضيح تلك الملاحظات تأكيدًا على صحتها خارج الظروف المختبرية. وبالإضافة إلى ذلك، تشير الظواهر التي يتم استنتاجها من الملاحظات الكونية مثل المادة المظلمة، وخرق تناظر الشحنة السوية إلى الحاجة إلى الفيزياء التي تذهب إلى ما وراء النموذج العياري.

## كتابات أخرى
- Allday، Jonathan (2002). Quarks, Leptons and the Big Bang. Second Edition. {{استشهاد بكتاب}}: الوسيط غير المعروف |الرقم المعياري= تم تجاهله يقترح استخدام |ردمك= (مساعدة)
- Bergström, Lars & Goobar, Ariel (2004); Cosmology and Particle Astrophysics, 2nd ed. سبرنجر. ISBN 3-540-43128-4.
- Branco, G. C., Shafi, Q., & Silva-Marcos, J. I. (2001). Recent developments in particle physics and cosmology. Dordrecht: Kluwer Academic. ISBN 0-7923-7181-X
- Collins, P. D. B. (2007). Particle physics and cosmology. New York: John Wiley & Sons. ISBN 0-471-12071-5
- Kazakov, D. I., & Smadja, G. (2005). Particle physics and cosmology the interface. NATO science series, v. 188. Dordecht: سبرنجر. ISBN 1-4020-3161-0
- "Science and technology - Cosmology and particle physics - What can the matter B?". ذي إيكونوميست ع. 8474: 94. 2006. OCLC:102695447.